# لالیوود

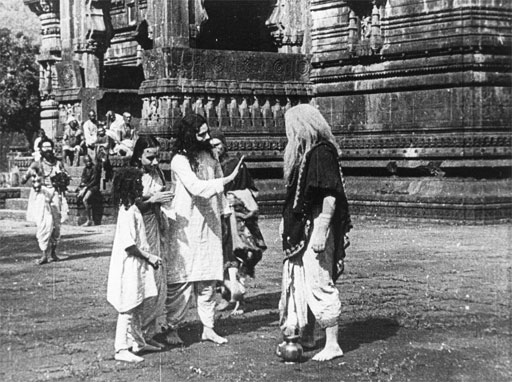
A scene from film, Raja Harishchandra, 1913

لالیوود (اردو: لالی وڈ) نام بخشی از صنعت سینمای پاکستان است که در شهر لاهور واقع شده است.
کلمه لالیوود برای اولین بار در سال ۱۹۸۹ میلادی در مجله گلامور در کراچی توسط سلیم ناصر به کار برده شده، این نام برگرفته شده از کلمه هالیوود (سینمای آمریکا) بوده است.

## تاریخچه
صنعت سینمایی که در شهر لاهور قرار دارد در سال ۱۹۲۹ با افتتاح استودیوهای یونایتد پلیرز آغار به کار کرد. در آن دوران پاکستان و هند یک کشور بودند. مؤسس استودیوهای یونایتدپلیرز، عبدالرشید کاردار نام داشت. این استودیو در رقابت با شهرهای دیگر هند فیلم تولید می‌کرد.
پس از جدایی هند از پاکستان نظیر احمد خان، بازیگری هندی - پاکستانی که بعدها به کارگردانی و تهیه‌کنندگی روی آورد نخستین چهره موفق سینمای پاکستان پیش و پس از استقلال این کشور بود، وی در مقام بازیگر به دعوت دوستش عبدالرشید کاردار به شهرهای کلکته و بمبئی رفت‌وآمد می‌کرد.
در دوران شورش‌هایی که منجر به جدایی هند و پاکستان شد استودیو نظیر احمد خان در شهر بمبئی (هند) در آتش سوخت پس از آن احمد خان کاملاً به پاکستان مهاجرت کرد و دوستش عبدالرشید کاردار نیز شهر زادگاهش لاهور را برای زندگی برگزید، این دو پیشگامان صنعت سینمای پاکستان هستند.